# 駐日セネガル大使館
駐日セネガル大使館（フランス語: Ambassade du Sénégal au Japon、英語: Embassy of Senegal in Japan）は、セネガルが日本の首都東京に設置している大使館である。

## 沿革
セネガルは、1960年4月4日マリ連邦としてフランスから独立し、同年8月20日にはマリ連邦から分離しセネガル共和国として単独国家となった。日本は同年10月4日、セネガルを主権国家として承認。1975年9月、大使館が設立された。

## 所在地
| 日本語   | 〒153-0042 東京都目黒区青葉台1丁目3-4     |
| 英語     | 1-3-4, Aobadai, Meguro-ku, Tokyo 153-0042 |
| アクセス | 東急東横線代官山駅正面口                  |

## 大使
2023年10月5日より、ジャン・アントワーヌ・デュフが特命全権大使を務めている。

## ギャラリー

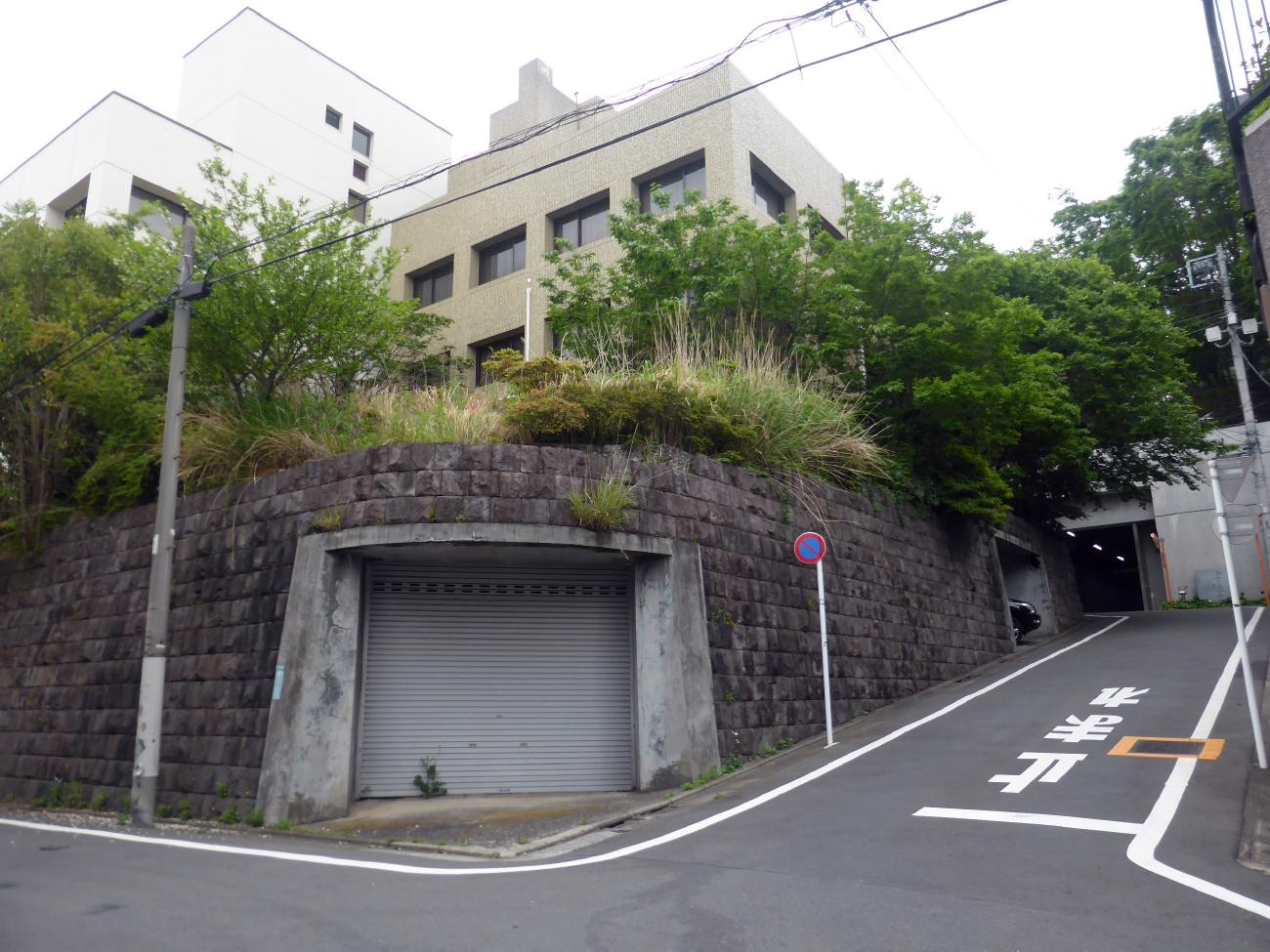
セネガル大使館背面
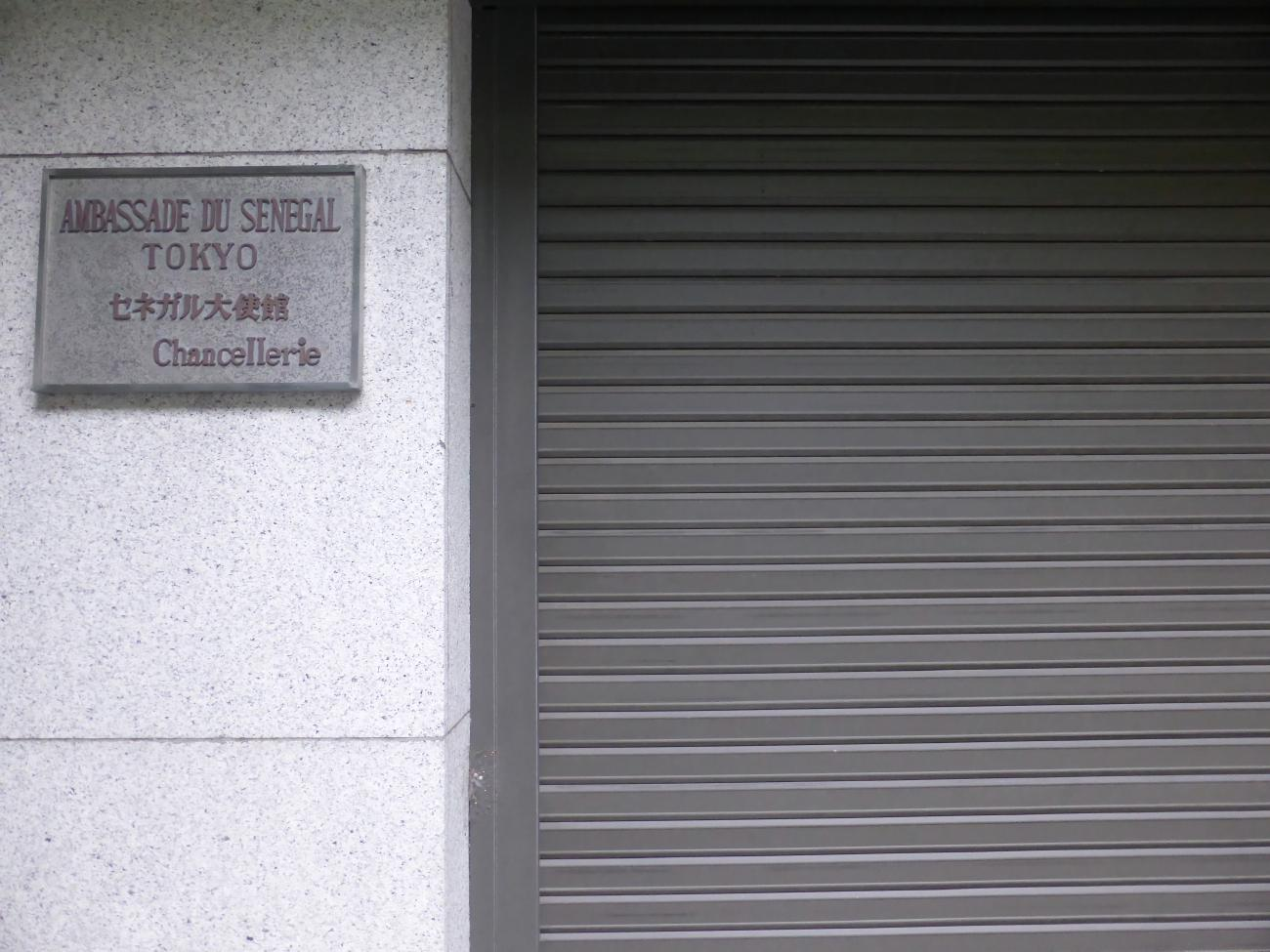
セネガル大使館プレート